# Avenue du 24-Avril-1915
L'avenue du 24-Avril-1915 à Marseille est une voie d'environ 1,48 km, située dans le 12e arrondissement de cette ville. 

## Situation et accès
L'avenue traverse le quartier de Beaumont, considéré comme le principal quartier arménien de Marseille et dont elle est la rue principale. Elle relie le quartier de Saint-Barnabé à celui de Saint-Julien. À l'ouest, elle croise la rocade périphérique de Marseille.
L'Avenue du 24-avril-1915 est empruntée par les lignes de bus      de la RTM.

## Origine du nom
Son nom vient de la date de la rafle des intellectuels arméniens du 24 avril 1915 à Constantinople marquant le début du génocide arménien.

## Historique
L'ancienne « avenue Saint-Julien » est devenue « avenue du 24-Avril-1915 » à la suite d'une délibération du conseil municipal du 30 juin 1980.
En 2006, à cet endroit a été construit un monument en souvenir du génocide arménien.

## Bâtiments remarquables et lieux de mémoire
Un mémorial quelque peu semblable à celui de Tsitsernakaberd est installé au début de l'avenue,.

### Articles principaux
- Vingt-Quatre-Avril
- Vingt-Quatre-Avril (odonyme)